# Roy Dupuis
Roy Dupuis es un actor canadiense (franco-ontariense - quebequense) nacido el 21 de abril de 1963 a New Liskeard en Ontario, Canadá. Sus padres son oriundos de Amos en Quebec donde él pasó su infancia. Es actor de teatro, televisión y cine. Es conocido internacionalmente por su papel en la serie de televisión La femme Nikita (1997-2001), difundida en 50 países.

## Biografía
Nació en New Liskeard, en Ontario. Hijo de padre franco-ontariano y madre quebequense, él pasó la mayor parte de su juventud en Amos (Quebec), en Abitibi-Témiscamingue. De los once a los catorce años vivió en Kapuskasing, en Ontario.

## Filmografía
- 1990: Les Filles de Caleb: Ovila Pronovost
- 1992: En casa con Claude
- 1995: Asesinos cibernéticos: Screamers
- 1997 : La femme Nikita: Michael Samuelle
- 1997: Hemoglobina: Bleeders
- 2003: Las invasiones bárbaras: Gilles Levac
- 2005: Maurice Richard: Maurice Richard <The Rocket>
- 2007: Aritmética emocional: Benjamin Winters
- 2008: El enemigo público nº 1 : Mesrine instinto de muerte parte 1

## Premios
- Premio MetroStar: 1991: Comédien - Téléroman ou mini-série: Les Filles de Caleb
- Premio Gémeaux: 1991: Meilleure interprétation dans un premier rôle masculin: série dramatique: Les Filles de Caleb
- Fipa d'Or: 1991: Festival International de Programmes Audiovisuels (Cannes): Best Actor: Les Filles de Caleb
- Premio MetroStar: 1992: Comédien de téléroman ou mini-série québécoise: Emilie [English-dubbed version of Les Filles de Caleb]
- Premio MetroStar: 2003: Rôle masculin/Télésérie québécoise: Le Dernier Chapitre: La Vengeance
- Premios Genie: 2004: Meilleure interprétation dans un premier rôle masculin (Best Performance by an Actor in a Leading Role): Mémoires affectives
- Premio Jutra: 2005: Meilleur acteur (Best Actor): Mémoires affectives
- Tokyo International Film Festival: 2006: Best Actor: Maurice Richard
- Premios Genie: 2007: Meilleure interprétation dans un premier rôle masculin (Best Performance by an Actor in a Leading Role): The Rocket
- Premio Jutra: 2008: Meilleur acteur (Best Actor): Shake Hands with the Devil